# 제리 콜로너

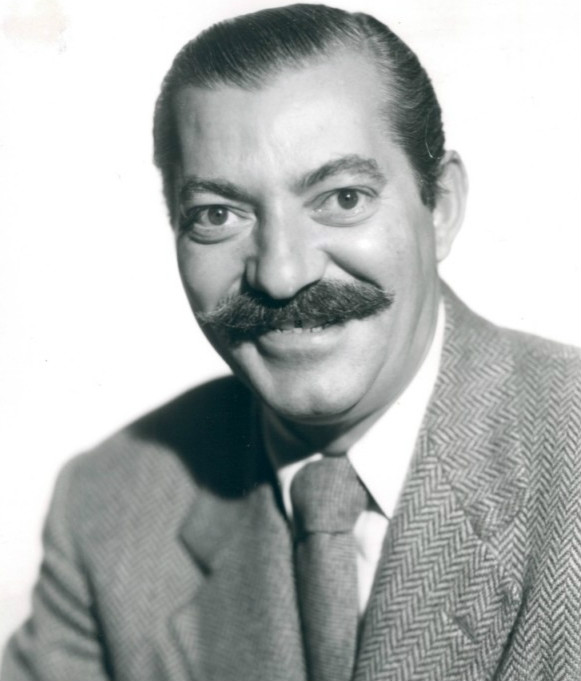

제리 콜로너(Jerry Colonna, 1904년 9월 17일 – 1986년 11월 21일)는 미국의 음악가, 배우, 코미디언, 가수, 송라이터, 트롬본 연주자이다. 월트 디즈니의 1951년 애니메이션 영화 이상한 나라의 앨리스 (1951년 영화)의 마치 헤어 성우 역을 맡았다.

## 영화
- 싱가폴 가는 길
- 음악의 세계
- 리오로 가는 길
- 이상한 나라의 앨리스 (1951년 영화)
- 홍콩으로 가는 길